# Шкопљак
Шкопљак (хрв. Škopljak, итал. Scopliacco) је насељено место у општини Грачишће, Истарска жупанија, Хрватска.

## Историја
До територијалне реорганизације у Хрватској био је у саставу старе општине Пазин.

## Становништво
У попису становништва из 2011. године, Шкопљак је имао 54 становника.
| Број становника према пописима | Број становника према пописима | Број становника према пописима | Број становника према пописима | Број становника према пописима | Број становника према пописима | Број становника према пописима | Број становника према пописима | Број становника према пописима | Број становника према пописима | Број становника према пописима | Број становника према пописима | Број становника према пописима | Број становника према пописима | Број становника према пописима | Број становника према пописима |
| ------------------------------ | ------------------------------ | ------------------------------ | ------------------------------ | ------------------------------ | ------------------------------ | ------------------------------ | ------------------------------ | ------------------------------ | ------------------------------ | ------------------------------ | ------------------------------ | ------------------------------ | ------------------------------ | ------------------------------ | ------------------------------ |
| 1857                           | 1869                           | 1880                           | 1890                           | 1900                           | 1910                           | 1921                           | 1931                           | 1948                           | 1953                           | 1961                           | 1971                           | 1981                           | 1991                           | 2001                           | 2011                           |
| 162                            | 168                            | 167                            | 174                            | 174                            | 191                            | 0                              | 0                              | 205                            | 187                            | 149                            | 122                            | 86                             | 71                             | 71                             | 54                             |

Напомена: Године 1921. и 1931. подаци су садржани у насељу Грачишће. Од 1880. до 1910. те од 1948. надаље исказује се као насеље.